# Paulownia Clone in Vitro 112
Paulownia Clone in Vitro 112, Oxytree, Оксітрі — також відоме як кисневе дерево — сорт паловнії гібридного походження (походить від схрещування між Paulownia fortunei та Paulownia elongata). 

## історія
Сорт був виведений біотехнологічною компанією з Іспанії. Дерево, що швидко зростає, не чутливе по відношенню до кліматичних умов. Він має європейський паспорт Служби громадського сорту рослин (CPVO), сертифікат якості та ліцензію на торгівлю. Відділом лісового та генетичного університету Кастіль-Ла-Манча (Іспанія) клон був визнаний найціннішим з точки зору корисності серед культиваторів Павловнії.

## Морфологія

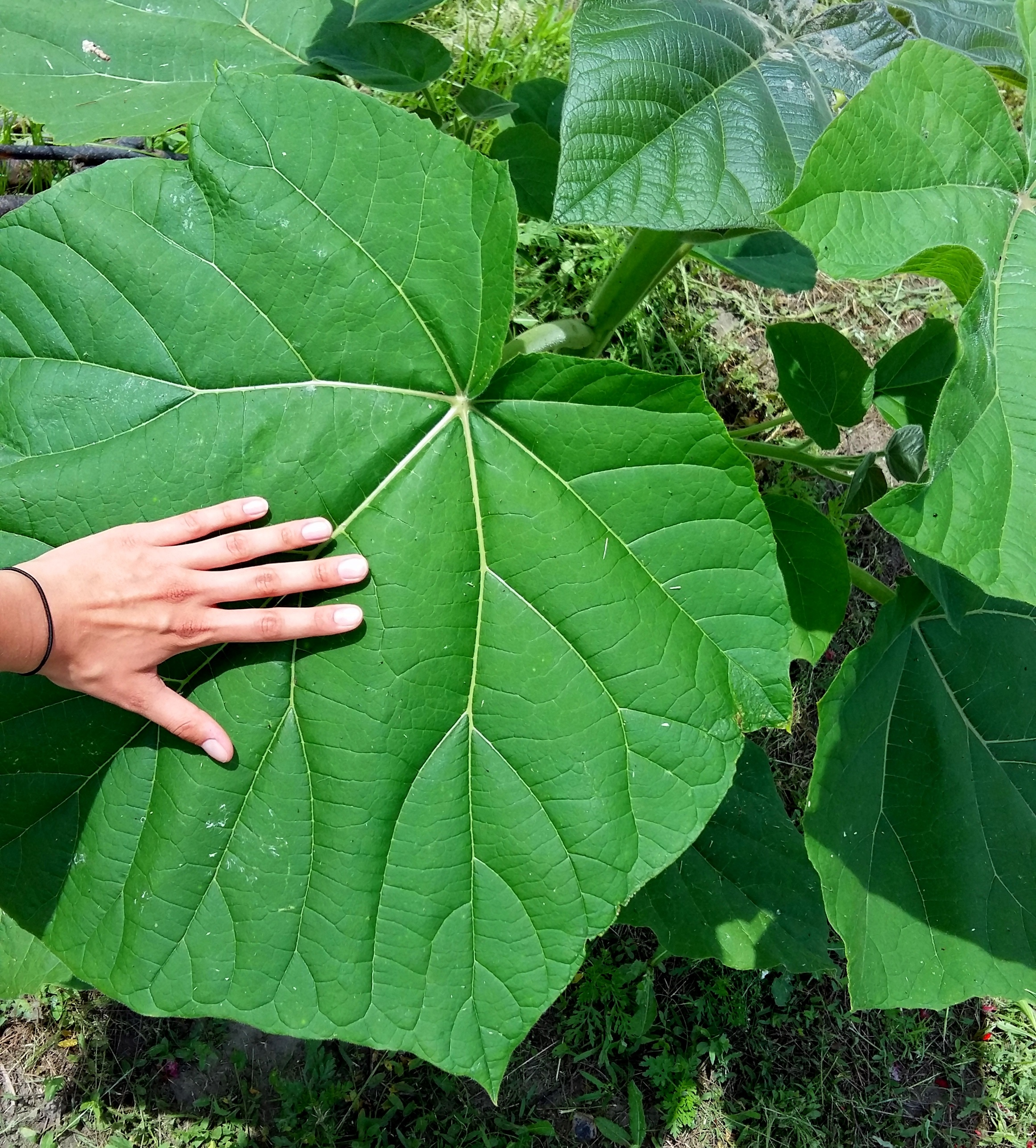
Величезне листя — одна з найхарактерніших особливостей Oxytree.

БудоваЛистопадне дерево з річним приростом близько 3 м (через 6 років сягає 16 м у висоту), широкою кроноподібною кроною та великими листям. Стовбур тонкий, прямий, з гладкою сірою корою. Після зрізання утворює відростки.
ЛистяДуже велике, часто більше 30 см, серцеподібне, оксамитове волосисте.
КвітиЗимують у червоно-коричневих, волосистих бутонах. Вони розвиваються в травні. Квіти дзвіночкові, блідо-фіолетові, утворюють великі, сінисті суцвіття, довжиною близько 40 см.
ПлодиОвальні, близько 4 см завдовжки, зелено-сірі. Безплідне насіння.
КоріньСтержневий, що досягає глибини до 9 метрів.

## Біологія та екологія
РозвитокЦвіте в травні, дає плодове насіння і не розмножується — це не експансивний вид. Вирощування можливе лише з живців. Рослина характеризується надзвичайно швидким ростом — за 6 років вона здатна досягати 16 метрів у висоту і понад 30 см у діаметрі стовбура. При такому швидкому розвитку воно поглинає величезні кількості вуглекислого газу, а отже, також виробляє багато кисню (в 10 разів більше, ніж інші листяні дерева).
Середовище проживанняДерево не дуже вимогливе, добре справляється на більшості ґрунтів, віддає перевагу добре дренованим і вологим, але не вологим, з кислотністю від 5 до 8,9 рН. Стійке до температур від -25 до +45 градусів Цельсія .

## Застосування

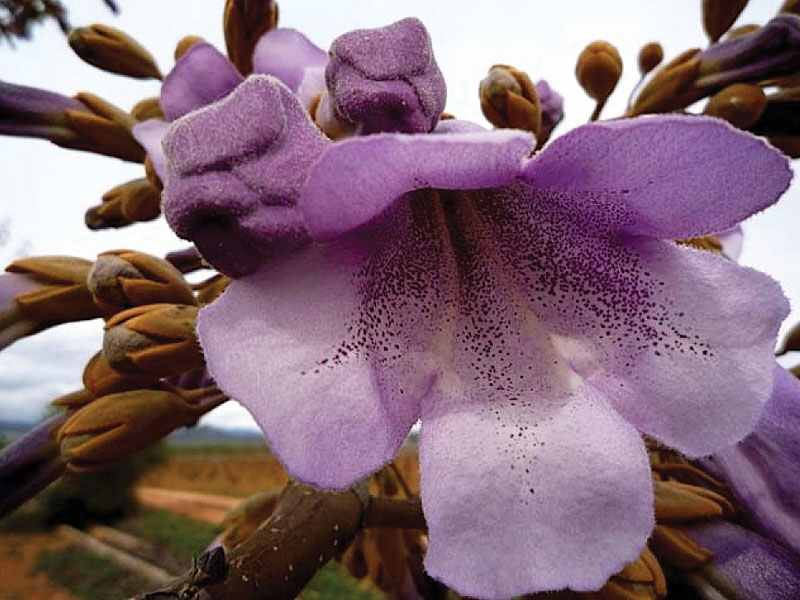
Квіти з привабливим бджолиним запахом.

Декоративна рослинаЧерез вражаючі, великі листя та красиві квіти, Oxytree часто висаджують у садах та міських просторах, де вони також виконують екологічну функцію, очищаючи та зволожуючи повітря та надаючи тінь.
Енергетична рослинаВелике зростання і висока теплотворна здатність робить види придатними для отримання біомаси.
Деревна сировинаOxytree дає якісну деревину без сучків з гладкою структурою, після висихання, практично водонепроникну, може використовуватися у виробництві меблів, піддонів, човнів, фанери або дощок. У деревообробній промисловості її називають «алюмінієвою деревиною», оскільки вона на 30 % легша, ніж деревина порівняних листяних дерев .
Інші види використанняСорт відрізняється виробництвом великої кількості кисню та швидким ростом. Добре підходить для міських і придорожніх насаджень та рекультивації земель. Регенеративні властивості та високоякісна деревина означають, що вирощування Oxytree може захистити рідні ліси від надмірної вирубки.

## Вирощування

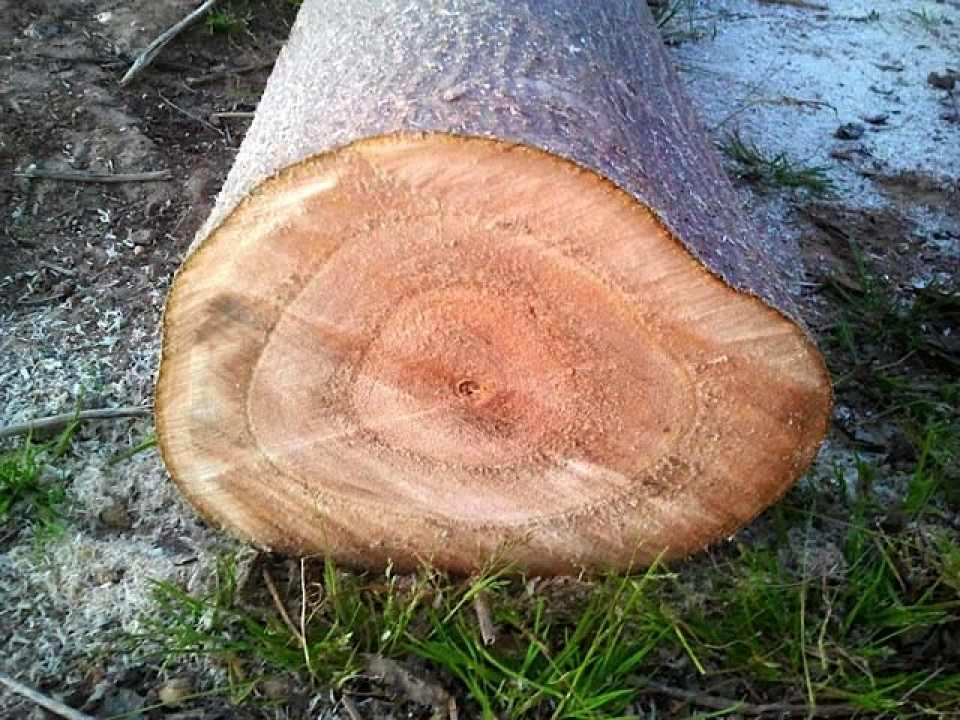
6-річне дерево з діаметром стовбура близько 35 см.

Історія культивуванняНайбільші плантації Oxytree розташовані в Іспанії, Румунії та Угорщині. У Польщі перші посадки були здійснені у 2015 році.
ПотребиПроникні ґрунти, багаті азотом; рН ґрунту від 5 до 8,9; сонячне місце і захищене від вітрів; 800 мм опадів щорічно (для плантацій слід встановити крапельний полив); відсутність ґрунтових вод глибиною до 2 метрів і валунів глибиною до 6 метрів — це може зашкодити глибокому вкоріненню коріння.
Збір та зберігання
Вирубка дерев Oxytree може відбутися вже через 6 років після висадки розсади. За цей час дерево виросте близько 16 метрів у висоту і дасть близько половини кубічного метра деревини. Після вирубки дерево знову виросте, проростаючи зі зрубаного стовбура, а наступну вирубку можна проводити ще через 4 роки, наступну у віці 14 та 18 років. Можна використовувати ціле дерево: крім виробництва деревини, гілки придатні для біомаси, тоді як листя, багаті поживними речовинами, можна використовувати для корму для тварин або як добриво . Деревина легка і швидко висихає — повне висихання відбувається через 24 години в сушарці або місяць на повітрі.